# Californosaurus perrini
Il californosauro (Californosaurus perrini) è un rettile marino estinto, appartenente agli ittiosauri. Visse nel Triassico superiore (Carnico, circa 225 milioni di anni fa) e i suoi resti fossili sono stati ritrovati in Nordamerica.

## Descrizione
Questo animale era lungo circa 3 metri, ed era quindi un ittiosauro di medie dimensioni. Erano presenti circa 45 - 50 vertebre dorsali, dotate di un lungo centro vertebrale e di articolazioni alle costole simili a quelle di Shastasaurus e Shonisaurus. La colonna vertebrale nella zona della coda era rivolta nettamente verso il basso, e ciò indica la probabile presenza di una pinna caudale a mezzaluna, tipica degli ittiosauri successivi. Come tutti gli ittiosauri, Californosaurus era dotato di zampe trasformate in strutture simili a pagaie. Le falangi erano circolari e molto distanziate, e indicano che la "pinna" era grande e arrotondata.

## Classificazione
Californosaurus perrini venne descritto per la prima volta da J. C. Merriam nel 1902, sulla base di resti fossili provenienti dalla formazione Hosselkus della California, che lo studioso attribuì al genere Shastasaurus. Fu solo nel 1934 che Kuhn riconobbe importanti differenze nella morfologia dei fossili californiani, tali da giustificare l'istituzione di un nuovo genere, Californosaurus appunto.

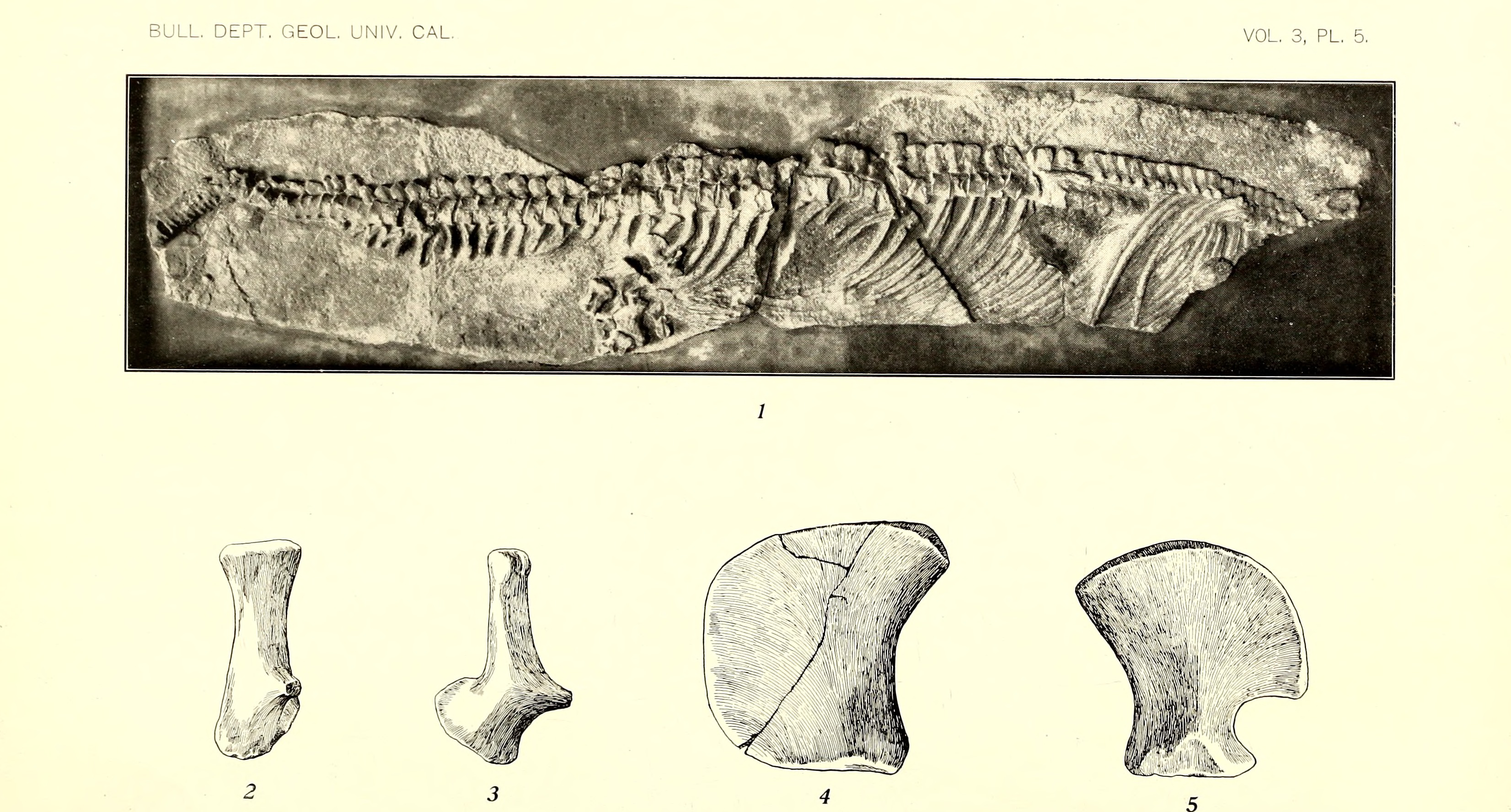
Fossile di Californosaurus perrini

Californosaurus è stato per lungo tempo considerato un membro della famiglia degli shastasauridi, un gruppo di ittiosauri triassici solitamente di grandi dimensioni; è stato inoltre avvicinato e a volte confuso con il genere Toretocnemus (Hilton, 2003). Revisioni più recenti hanno dimostrato che Californosaurus è in realtà molto più derivato rispetto agli shastasauridi. Californosaurus è considerato il sister group dei Parvipelvia, il clade comprendente tutti gli ittiosauri successivi del Giurassico e del Cretaceo (Maisch, 2010).

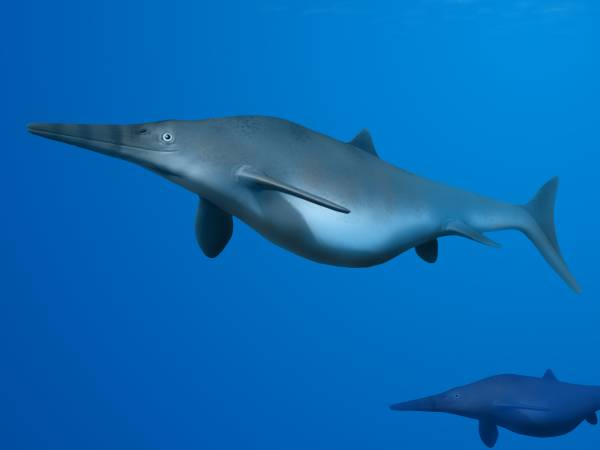
Ricostruzione artistica di Californosaurus perrini nel suo ambiente naturale

## Paleobiologia
Californosaurus doveva essere un predatore abbastanza veloce; dal momento che i fossili non comprendono il cranio, non è chiaro quali potessero essere le sue prede abituali. Come tutti gli ittiosauri, è probabile che desse alla luce i piccoli direttamente in acqua.